# Pseudoprotorhus longifolia
Pseudoprotorhus  es un género monotípico de plantas,  perteneciente a la familia de las anacardiáceas. Su única especie: Pseudoprotorhus longifolia H.Perrier, es originaria de Madagascar.

## Taxonomía
Pseudoprotorhus longifolia fue descrita por H.Perrier y publicado en Mémoires du Muséum National d'Histoire Naturelle. Nouvelle Série. Série B, Botanique 18: 265, en el año 1944. En una revisión taxonómica en la familia posteriormente se cambió de género Filicium, que es el válido en la actualidad. Por lo que se conoce como Filicium longifolia.